# The Burrowers
The Burrowers is een Amerikaanse horrorfilm uit 2008 zowel geschreven als geregisseerd door J.T. Petty. Hiervoor werd hij genomineerd voor de prijs voor beste film op het Filmfestival van Sitges

## Verhaal
In het Dakota van 1879 wordt de familie Stewart 's nachts thuis aangevallen. De man des huizes (Christopher Hagen) stuurt zijn vrouw en dochters de schuilkelder in, voordat hij zelf wordt neergeschoten. De volgende morgen doen John Clay (Clancy Brown) en Fergus Coffey (Karl Geary) het huis van de Stewarts aan en vinden de dode man achter zijn voordeur. In de kelder treffen ze zijn vrouw en twee jongste dochters, ook dood. Oudste dochter Maryanne (Jocelin Donahue) is evenals het volledige zeskoppige huishouden van de buren spoorloos verdwenen. Coffey is in alle staten, want hij en Maryanne zijn geliefden. Vastbesloten haar terug te vinden, stuurt Clay hem op pad om William Parcher (William Mapother) te halen terwijl hij zelf Henry Victor (Doug Hutchison) en zijn manschappen op gaat trommelen. Coffey treft Parcher aan bij zijn vriendin Gertrude Spacks (Laura Leighton), die hem haar zoon (Galen Hutchinson) ook mee laat nemen om een echte man van de jongen te maken.
In de kelder van de Stewarts valt het Parcher op dat mevrouw Stewart een schijnbaar fatale snee op haar nek heeft, maar er is amper bloed op of bij haar te bekennen en ook niet bij dochtertjes Ida en Daphne. Buiten vindt Coffey een vreemde, gedraaide kuil in het gras. Victor en Clay gaan ervan uit dat Indianen Maryanne hebben meegenomen. Onder hun leiding trekt het gezelschap er te paard op uit om de vermisten terug te vinden. Parchers paard zakt vlak bij het huis met een poot door een zachte laag grond, maar veel aandacht wordt daar niet aan besteed. Daarom zien de reisgenoten niet dat er daar resten van een menselijk karkas onder de grond liggen, waarop iets kauwt.
Wanneer de mannen in een open veld een Indiaan aantreffen, neemt Victor hem gevangen. Daarna laat hij hem martelen om hem te dwingen tot praten. Parcher is de enige van de mannen die zijn taal spreekt en verstaat. De Indiaan weet niets. Hij spuugt Victors kok  'Walnut' Callaghan (Sean Patrick Thomas) toe dat hij levend in zijn graf zal worden opgegeten. Victor heeft in Ten Bear (Anthony Parker) zijn eigen Indiaanse tolk bij. Tegen hem zegt de indiaan dat ze allemaal ten prooi zullen vallen aan de burrowers. Niemand heeft enig idee wat hij daarmee bedoelt. Clay gaat ervan uit dat het een Indianenstam is die ze nog niet kennen. Ze slaan hun kamp op en gaan slapen. De volgende dag zijn vier van Victors mensen spoorloos verdwenen. Hij vermoedt dat ze ervandoor zijn gegaan. Clay, Parcher en Dobie vinden nabij meer van de typische kuilen in de grond.
Victor denkt dat ze de Sioux moeten hebben om Maryanne te vinden, maar Parcher heeft daar zijn twijfels bij. Het is hem opgevallen dat ze telkens sporen tegenkomen van schijnbare overvallen, maar dat er alleen mensen spoorloos verdwenen zijn en zowel geld als kostbare goederen overal nog gewoon liggen. Dat maakt het onwaarschijnlijk dat het om overvallen van indianen gaat. Parcher scheidt zich daarom met Dobie, Clay en Coffey af van Victor en diens mannen. Als het viertal 's avonds haar kamp opslaat, komt ook Callaghan zich aansluiten. Dobie denkt een blonde lok haar op de grond te vinden, maar als hij deze oppakt, blijkt de lok nog vast te zitten aan het lichaam van een vrouw die net onder de grond begraven ligt. Ze graven haar uit. Ze blijkt nog te ademen en zien, maar is verder volledig verlamd. Ze heeft net zo'n snee in haar nek als Parcher eerder bij mevrouw Stewart aantrof. Ze leggen haar achter in een kar waar ze een paard voor spannen. Dobie verlaat de groep om haar zo naar Fort Lincoln te brengen in de hoop dat ze daar iets voor de vrouw kunnen doen. Hij komt er niet aan. Bij de eerstvolgende overnachting wordt zijn nek 's nachts door een klauw vanuit het niets opengehaald. Vervolgens spuit iets een vloeistof in zijn nek, die hem volledig verlamt. Daarna wordt hij levend begraven.
Het overgebleven viertal wordt uitgedund tot drie wanneer Coffey de blunder begaat om op een indiaan te schieten die de mannen eigenlijk met een handgebaar begroette. De indiaan keert terug en schiet vanuit het woud Clay fataal in de nek. 's Nachts schrikken Coffey en Callaghan op als ze Parcher horen schreeuwen. Door een brandende fakkel naar hem te gooien, zien ze hoe een of ander wezen zich van hem verwijdert. Het heeft Parcher ook een snee in de nek toegebracht, maar is afgeschrikt voordat het hem volledig kon verlammen. Toch is er wel genoeg gif in Parchers nek gespoten om het verlammingsproces in gang te zetten, dat vanaf dat moment steeds erger wordt. Ze besluiten niet meer te gaan slapen, maar rijden verder totdat ze indianenvrouw Faith (Alexandra Edmo) bij een kampvuur aantreffen. Zij vertelt Parcher dat ze alleen is omdat de burrowers haar hele familie hebben vermoord. Ze legt hem uit dat dit wezens zijn die eens in de drie generaties tevoorschijn komen om zich te voeden. Ze verlammen hun slachtoffers met een gif dat ze bij bewustzijn houdt en het onmogelijk maakt nog te slapen. Daarna begraven de burrowers hun prooi onder de grond totdat die gaan rotten, zodat hun bloed indikt en hun ingewanden zacht worden. Dan komen de burrowers terug om te eten. Ooit aten ze alleen bisons, maar toen de mens die in groten getale uitroeide, gingen ze ook op mensen jagen. Faith vertelt dat alleen de Ute-indianen weten hoe de burrowers te verslaan. In de hoop dat die ook een tegengif weten, neemt Parcher de anderen mee op zoek hiernaar en neemt ook Faith mee. Tijdens een massale aanval van burrowers vertelt Faith dat die op Parchers wond afkomen, maar hij is de enige die haar verstaat en hij verzwijgt dit voor de anderen.
Wanneer het gezelschap inderdaad twee van de Ute tegenkomt, nemen die Parcher gevangen. Ze zeggen dat de anderen hen vooral niet achterna moeten komen en dat zij de problemen met de burrowers zullen oplossen. Coffey ziet dat in een van hun versiersels het muntje zit dat hij ooit aan Maryanne gaf. Daarom gaat hij ze toch achterna. De Ute blijken Parcher te hebben vastgebonden aan een boomstam, waar massaal burrowers op afkomen om hem op te eten. Coffey begint op ze in te steken, maar wat hij ook doet, sterven doen ze niet. De Ute hebben Parcher niettemin een middel toegediend, waardoor de burrowers na van hem gegeten te hebben in slaap vallen. Wanneer de zon opkomt, blijkt het zonlicht het zwakke punt van de humanoïde, kruipende wezens. Ze verbranden levend.

## Rolbezetting
| Acteur              | Personage            |
| ------------------- | -------------------- |
| Clancy Brown        | John Clay            |
| William Mapother    | William Parcher      |
| Galen Hutchinson    | Dobie Spacks         |
| Sean Patrick Thomas | 'Walnut' Callaghan   |
| Karl Geary          | Fergus Coffey        |
| Doug Hutchison      | Henry Victor         |
| Laura Leighton      | Gertrude Spacks      |
| Jocelin Donahue     | Maryanne Stewart     |
| Alexandra Edmo      | Faith                |
| David Midthunder    | Dull Knife           |
| Anthony Parker      | Ten Bear             |
| Seri DeYoung        | Audrey               |
| Christopher Hagen   | vader Stewart        |
| Suzi McLaughlin     | moeder Stewart       |
| Jon Kristian Moore  | grote broer Stewart  |
| Cole Resch          | kleine broer Stewart |